# Copa dos Campeões
Copa dos Campeões (Puchar mistrzów) – brazylijskie rozgrywki piłkarskie, w których udział brały zwycięzcy pucharów regionalnych.
Zwycięzca turnieju Copa dos Campeões automatycznie uzyskiwał prawo gry w Copa Libertadores w następnym roku.

## Puchary regionalne
Następujące puchary regionalne dawały prawo gry w Copa dos Campeões:
- Copa do Nordeste
- Copa Centro-Oeste
- Copa Norte
- Copa Sul-Minas
- Torneio Rio-São Paulo

## Format
W 2000 i 2001 w rozgrywkach brało udział 8 klubów grających ze sobą systemem pucharowym mecz i rewanż. Istniała wówczas faza wstępna, w której brali udział zwycięzcy Copa Centro-Oeste i Copa Norte oraz wicemistrz Campeonato do Nordeste. Drużyny te w turnieju zwanym triangular grały ze sobą każdy z każdym po jednym meczu, a dwa najlepsze kluby awansowały do fazy głównej.
W 2002 roku w rozgrywkach wzięło udział 16 klubów. W pierwszym etapie kluby podzielone zostały na 4 grupy po 4 drużyny w każdej. Po dwa najlepsze kluby z każdej grupy awansowały do ćwierćfinału, w którym grano systemem pucharowym (czyli przegrywający odpada) mecz i rewanż. Półfinały grano tylko po jednym meczu, natomiast w finale był mecz i rewanż. Wszystkie mecze rozgrywano w miastach położonych w północnej i północnowschodniej Brazylii.

## Lista mistrzów
| 2000 | SE Palmeiras | 2 – 1                     | Sport Recife | CR Flamengo  | São Paulo FC |
| 2001 | CR Flamengo  | 5 – 3 2 – 3               | São Paulo FC | Cruzeiro EC  | Coritiba     |
| 2002 | Paysandu SC  | 1 – 2 4 – 3 (karne) 3 – 0 | Cruzeiro EC  | SE Palmeiras | CR Flamengo  |